# Zelotechna
Zelotechna é um gênero de traça pertencente à família Agonoxenidae.